# Sulejmanova mešita
Sulejmanova mešita (turecky Süleymaniye Camii) je jedna z největších mešit v Istanbulu, v Turecku. 
Byla postavena za vlády Sülejmana Nádherného, za jehož vlády se stala Osmanská říše světovou mocností. Stavitelem byl architekt Mimar Sinan. Stavba začala roku 1550 a byla dokončena za pouhých 7 let, roku 1557.
Díky své poloze na jednom z istanbulských kopců je dobře viditelnou dominantou města. Čtyři minarety s celkem 10 balkóny mají symbolizovat, že Sülejman Překrásný byl desátým osmanským sultánem a čtvrtým padišáhem od dobytí města. Mešita je vrcholným dílem osmanské klasiky a tomu odpovídá i interiér, který osvětluje celkem 138 zdobených oken. Kromě koberců, arkád z lomených oblouků a žulových sloupů zaujmou i lustry s bronzovými svícny, mezi nimiž jsou vidět velká, černá, pštrosí vejce.
Samotná mešita je součástí komplexu staveb, ke kterým patří medresa, karavansaraj, zbrojnice, nemocnice, imaret, lázně a obchody. Tyto paláce však byly pro sultána příliš malé a proto se rozhodl vybudovat palác Topkapi.

## Hroby v mešitě
V Sulejmanově mešitě jsou pohřbeny jeho dvě nejbližší ženy:
- Haseki Hürrem Sultan, oficiální a legální manželka, matka jeho následníka a nejmilejší konkubína
- Mihrimah Sultan, jeho jediná dcera

Později do hrobky byli uloženi i další 2 sultáni:
- Sulejman II. (vládl v letech 1687–91)
- Ahmed II. (vládl v letech 1691–95)

## Externí odkazy

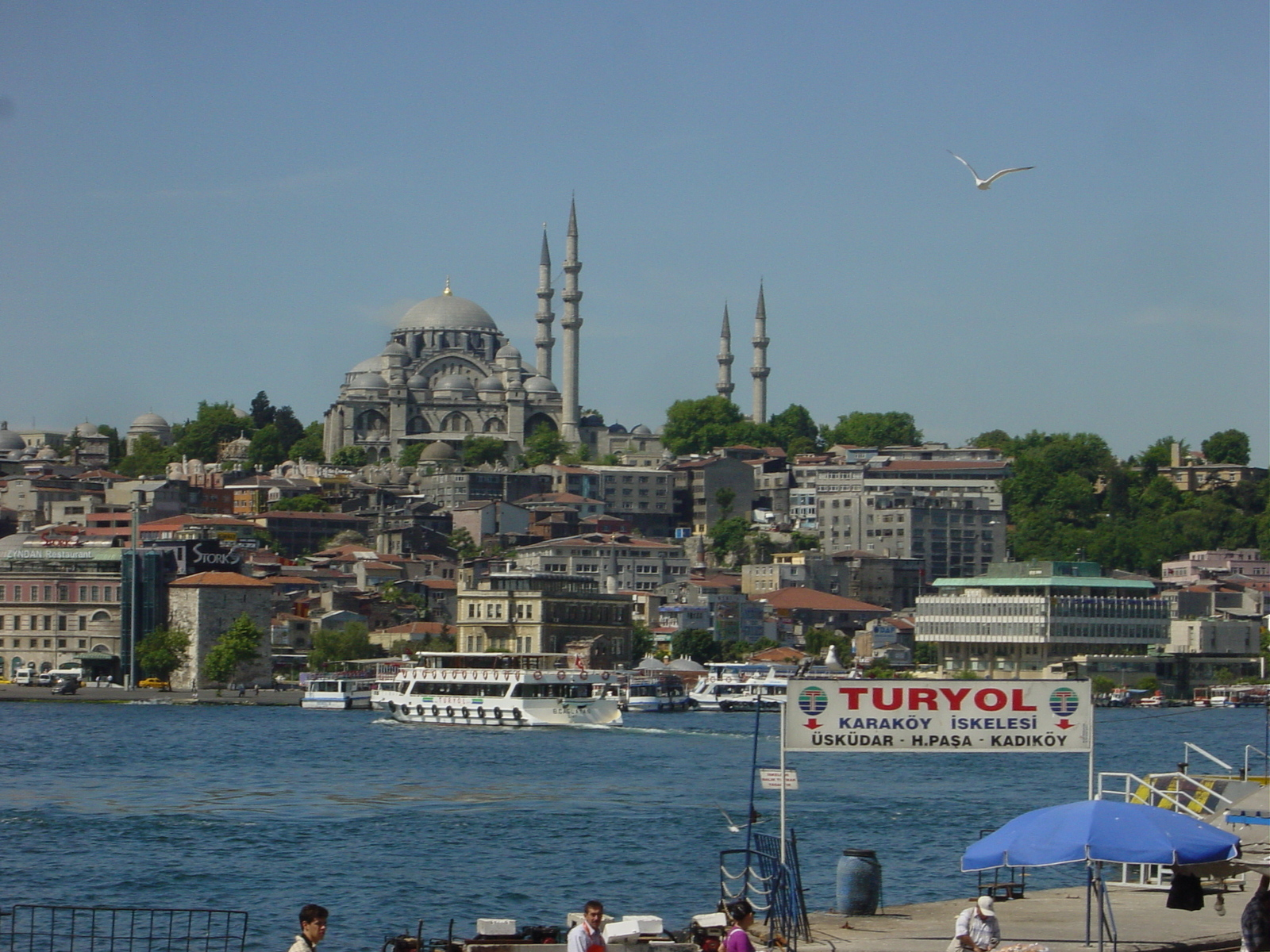
Pohled na mešitu ze Zlatého rohu